# Yasumasa Kanada
Yasumasa Kanada (金田 康正, Kanada Yasumasa) (Hyogo, 18 de abril de 1949 – 11 de fevereiro de 2020) foi um matemático japonês, conhecido por vários recordes mundiais nas últimas duas décadas no cálculo de casas decimais de π. Obteve nove dos últimos onze recordes mundiais no cálculo de π.
Foi professor do Departamento de Ciências de Informação na Universidade de Tóquio, Japão.
Kanada iniciou sua carreira em 1978 como pesquisador associado no departamento de física de plasma da Universidade de Nagoya. Em 1981 trabalhou no centro de computação da Universidade de Tóquio, onde foi professor titular de ciência da computação em 1997.
Em 2002, Kanada obteve o recorde mundial do cálculo do número pi, expandindo o número de casas decimais para 1,2411 trilhões de dígitos. O cálculo utilizou o algoritmo de Gauss-Legendre e exigiu mais de 600 horas no supercomputador HITACHI SR8000/MPP de 64 nós de processamento. Entre seus competidores recentes no cálculo de pi destacam-se Jonathan Borwein, Peter Borwein e os irmãos Gregory Chudnovsky e David Chudnovsky.
Morreu no dia 11 de fevereiro de 2020.